# Manuel Silvestre

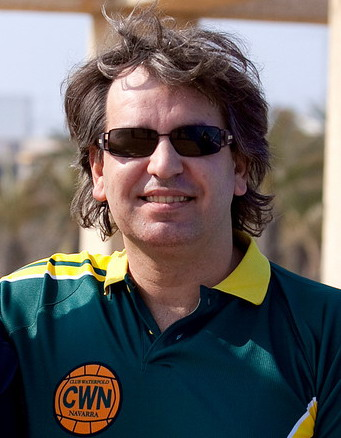
Manel Silvestre (2009)

Manuel Silvestre Sánchez (spanisch) oder Manel Silvestre Sánchez (katalanisch) (* 2. Juni 1965 in Barcelona) ist ein ehemaliger spanischer Wasserballspieler. Er war einmal bei Olympischen Spielen und dreimal bei Weltmeisterschaften im Kader der spanischen Nationalmannschaft.

## Karriere
Silvestre begann seine Karriere beim CN Montjuic. Von 1993 bis 2000 spielte er für CN Sabadell.
Von 1985 bis 1995 gehörte Manuel Silvestre zur Nationalmannschaft. Dabei war er zunächst Ersatztorhüter hinter Mariano Moya und dann hinter Jesús Miguel Rollán. 1986 belegte er mit der Mannschaft den 5. Platz bei der Weltmeisterschaft in Madrid. Bei der Weltmeisterschaft 1991 in Perth und bei der Weltmeisterschaft 1994 in Rom gewannen die Spanier die Silbermedaille. Auch beim olympischen Wasserballturnier wurden die Spanier Zweite. Hier hatte Silvestre keine Einsatzzeit, Rollán spielte durch.
Von 2000 bis 2007 war Manuel Silvestre Trainer bei CN Sabadell, dann wechselte er zu Waterpolo Navarra nach Pamplona.